# Tarnowski Hrabia
Tarnowski – polski herb hrabiowski, odmiana herbu Leliwa.

## Opis herbu
Opis zgodnie z klasycznymi regułami blazonowania:
W polu błękitnym – nad złotym półksiężycem sześciopromienna gwiazda złota. Nad tarczą korona hrabiowska, nad którą hełm ukoronowanym z klejnotem – na ogonie pawim półksiężyc z gwiazdą. Labry: błękitne, podbite złotem.

## Najwcześniejsze wzmianki
Według heraldyka Jerzego Dunina-Borkowskiego hetman Jan Amor Tarnowski otrzymał dziedziczny tytuł hrabiego św. c. rz. od cesarza Karola V 24 grudnia 1547 (ta linia Tarnowskich wygasła na Janie Krzysztofie Tarnowskim 1 kwietnia 1567). Inna linia miała otrzymać tytuł hrabiowski w Polsce 12 lutego 1588 od króla Zygmunta III. Tytuł ten miał być później przyznany Tarnowskim w Królestwie Polskim 24 maja 1824, potwierdzony w Rosji 4 lipca 1861 i w Galicji 18 lipca 1785.
Potwierdzenie tytułu w Galicji (hoch- und wohlgeboren, graf von) otrzymał 18 lipca 1785 Jan Jacek Amor Tarnowski. Podstawą był patent szlachecki z 1775 roku oraz pokrewieństwo z Janem Amorem Tarnowskim, który otrzymał tytuł w 1547 roku.

## Herbowni
- graf von Tarnów-Tarnowski.